# Nicole et Martha
Nicole et Martha ou Pour sortir du silence (Dancing Trees) est un téléfilm canadien réalisé par Anne Wheeler et diffusé en 2008.

## Synopsis
Martha, une jeune femme âgée de dix-huit ans, présente une forme d'autisme qui en fait un génie en mathématiques. Martha, qui est très entourée par sa mère, Joséphine, et sa cousine, Nicole, voit le bien en chacun. Mais un jour, la mère de Martha est sauvagement assassinée sous ses yeux et la jeune fille est envoyée dans un orphelinat. Désespérée, Nicole décide de se battre pour obtenir la garde sa cousine mais la police bloque sa requête. Nicole ne pourra s'occuper de Martha qu'à une seule condition: la jeune autiste devra aider le détective Velez à retrouver le meurtrier de sa mère.

## Fiche technique
- Titre original : Dancing Trees
- Titre alternatif français : Pour sortir du silence
- Scénario : Joseph Nasser
- Photographie : Gordon Verheul
- Musique : Stu Goldberg
- Durée : 80 min
- Pays :  Canada

## Distribution
- Brooke Burns : Nicole Davis
- Katie Boland : Martha Rooney
- Amanda Tapping : Josephina Rooney
- Silvio Pollio : Sal
- Nicholas Lea : Inspecteur Velez
- Scott Heindl : Jake
- Melanie Papalia : Penny
- Michael Ryan : Mark Heller
- Brittaney Bennett : Joan Heller
- Janet Bailey : Candice
- Michaela Mann : Hilary
- David Bloom : Jim Barnes
- Vanya Asher : Larry
- Kwesi Ameyaw : Chirurgien
- Ted Friend : Présentateur du journal
- Robyn Driscoll : Prêtre
- Morgan Brayton : Client
- Dean Moen : Policier
- Fraser Aitcheson : Sniper de la police